# Neoplecostomus

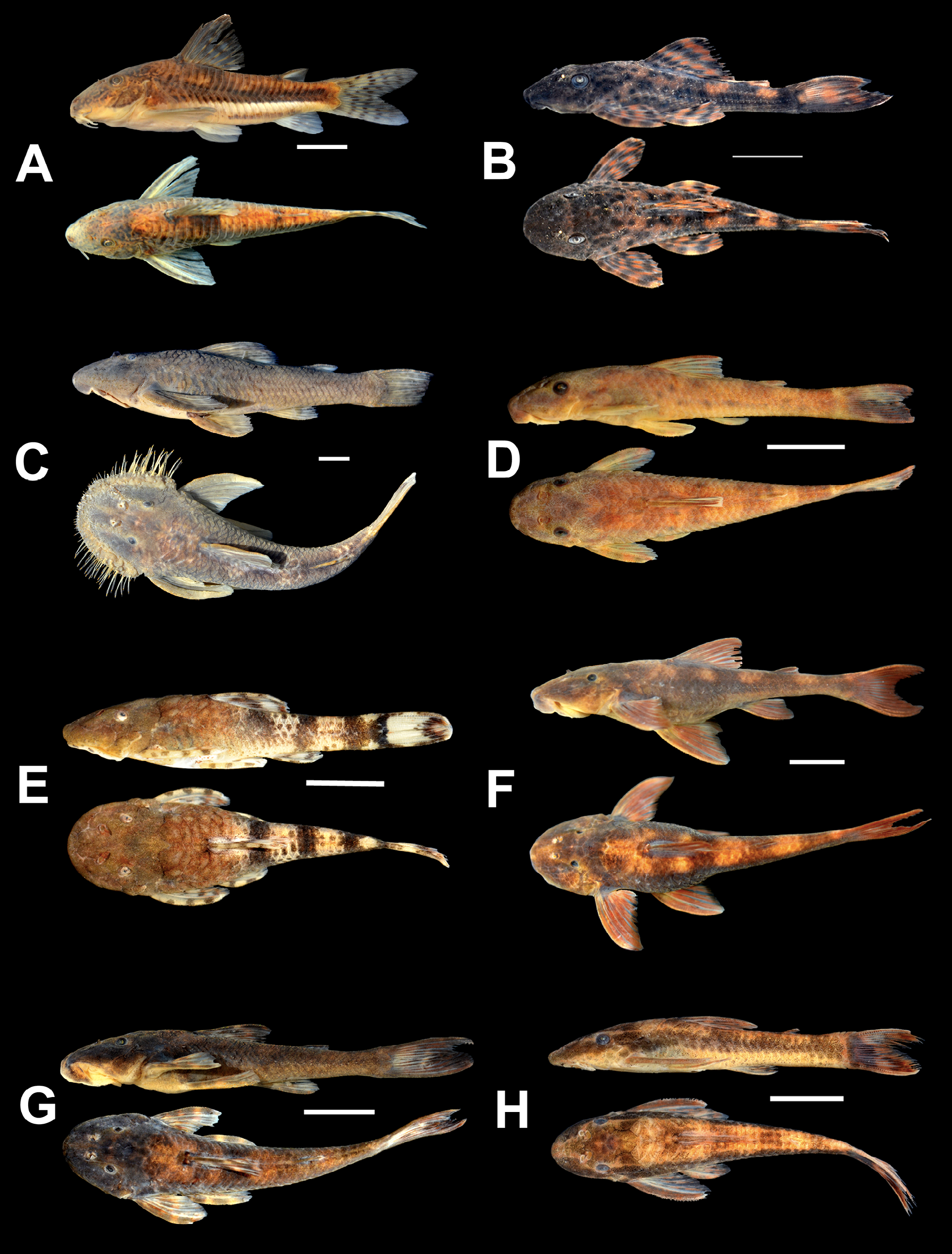

Neoplecostomus es un género de peces de agua dulce de la familia Loricariidae en el orden Siluriformes. Sus 15 especies habitan en aguas cálidas del este de Sudamérica.

## Distribución
Este género se encuentra en ríos de aguas rápidas tropicales y subtropicales del este de América del Sur, siendo característico de los drenajes atlánticos del este del Brasil, alcanzando por el norte la cuenca del río São Francisco y por el sur la del Plata, siendo de esta exclusiva de la ecorregión de agua dulce Paraná superior, en la cual presenta numerosas especies endémicas.

## Características generales
Las especies que lo integran pueden distinguirse de las de otros géneros de loricáridos por presentar un escudo abdominal compuesto por pequeñas placas con odontoides dirigidos hacia atrás; este escudo parece actuar como un disco adhesivo, para sujetar al ejemplar a las rocas o ramas sumergidas y así evitar que la corriente lo arrastre.
El patrón cromático generalmente es marrón moteado, con el abdomen blanco. La cabeza es larga, redondeada y con forma de pala. En las aletas pectorales posee débiles espinas. El tamaño de los ejemplares adultos de las distintas especies que lo componen va desde los 7,5 hasta los 10,3 cm.

### Taxonomía
Este género fue descrito originalmente en el año 1888 por los ictiólogos estadounidenses Rosa Smith Eigenmann y Carl H. Eigenmann, este último nacido en Alemania.
La especie tipo es Plecostomus microps Steindachner, 1877 (hoy: Neoplecostomus microps).
Etimología
Etimológicamente el nombre genérico Neoplecostomus se construye con palabras en idioma griego, en donde: neos significa 'nuevo' y plekos (-eos) es 'trenzado'.
Especies
Este género se subdivide en unas 15 especies:
- Neoplecostomus bandeirante Roxo, C. de Oliveira & Zawadzki, 2012[9]
- Neoplecostomus botucatu Roxo, C. de Oliveira & Zawadzki, 2012
- Neoplecostomus corumba Zawadzki, Pavanelli & Langeani, 2008
- Neoplecostomus doceensis Roxo, G. S. C. Silva, Zawadzki, C. de Oliveira, 2014
- Neoplecostomus espiritosantensis Langeani, 1990
- Neoplecostomus franciscoensis Langeani, 1990
- Neoplecostomus granosus Valenciennes, 1840
- Neoplecostomus jaguari Andrade & Langeani, 2014
- Neoplecostomus langeanii Roxo, C. de Oliveira & Zawadzki, 2012
- Neoplecostomus microps Steindachner, 1877
- Neoplecostomus paranensis Langeani, 1990
- Neoplecostomus ribeirensis Langeani, 1990
- Neoplecostomus selenae Zawadzki, Pavanelli & Langeani, 2008
- Neoplecostomus variipictus Bizerril, 1995
- Neoplecostomus yapo Zawadzki, Pavanelli & Langeani, 2008